# Лозенець (Добрицька область)
Ло́зенець (болг. Лозенец) — село в Добрицькій області Болгарії. Входить до складу общини Крушари.

## Населення
За даними перепису населення 2011 року у селі проживали 545 осіб.
Національний склад населення села:
| Національність   | Кількість осіб | Відсоток |
| ---------------- | -------------- | -------- |
| турки            | 47             | 20,2%    |
| болгари          | 32             | 13,7%    |
| цигани           | 4              | 1,7%     |
| інша             | 0              | 0%       |
| не визначились   | 150            | 64,4%    |
| Всього відповіли | 233            |          |

Розподіл населення за віком у 2011 році:
Динаміка населення: